# جغرافیای آسیا

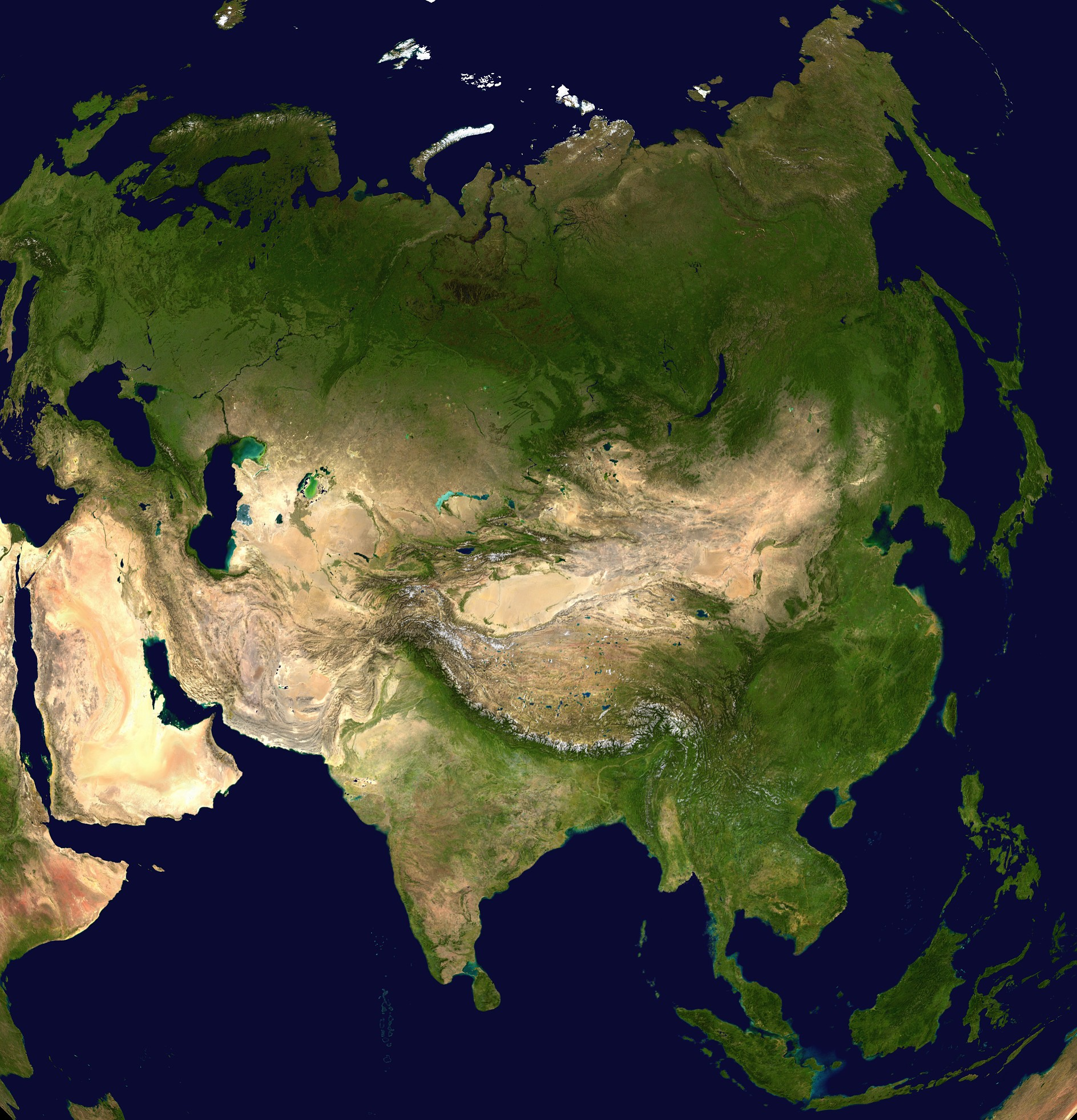
تصویر ماهواره‌ای آسیا و قاره‌های همجوار

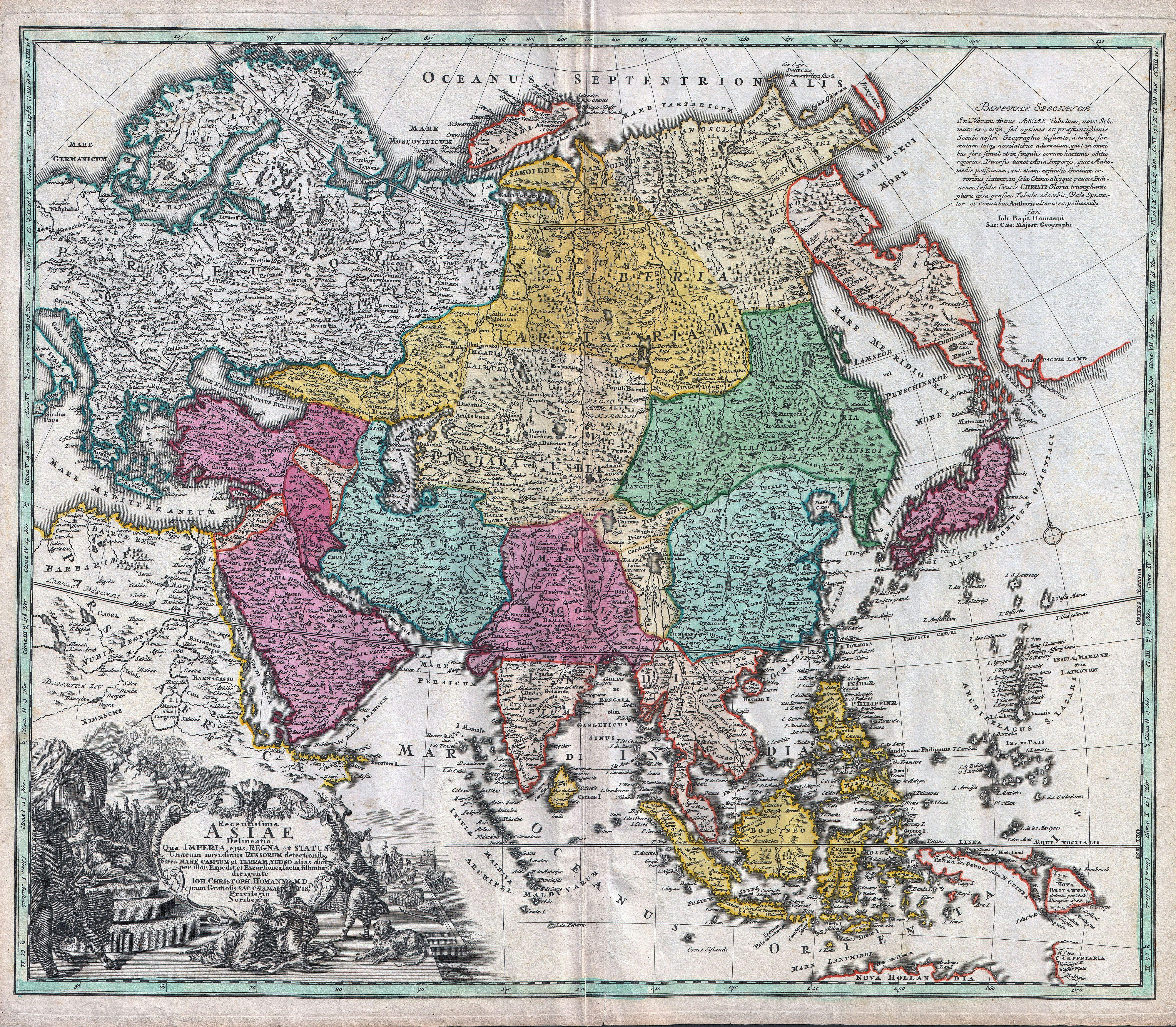
نقشه آسیا که در سال ۱۷۳۰ توسط یوهان کریستوف هومان کشیده شده. کشورهای آسیایی با رنگ نشان داده شده‌اند. نام این کشورها به لاتین نوشته شده. این نقشه تنها در جزئیات کوچک با نقشه‌های امروزی متفاوت است و بسیار دقیق طرح شده.

جغرافیای آسیا به ویژگی‌های جغرافیایی قاره آسیا — بخش شرقی و مرکزی آسیا با حدود پنجاه کشور — اشاره دارد. ابتدا اروپایی‌های سده‌های میانه، آسیا یک قاره شناخته شد. در مورد مشخصات هر یک از بخش‌های آسیا معین نیست و به این بستگی دارد که چه کسی و با چه هدفی این مرزها را مشخص کند (مثلا اندازه خاورمیانه به منبع تعیین‌کننده وابسته است) این تعاریف متفاوت در انتها در نقشه آسیا منعکس می‌شوند. برای مثال معمولاً مصر - که کشوری آفریقایی و در نتیجه غیرآسیایی است - را جزئی از خاورمیانه برمی‌شمارند؛ در حالی که خاورمیانه قسمتی از آسیا است.
مرز آفریقا و آسیا را باریکه خاکی کانال سوئز و دریای سرخ مشخص می‌کند. مرز اروپا و آسیا با غرب دریای مدیترانه، تنگه بسفر، رشته‌کوه قفقاز، رشته‌کوه اورال، دریای سیاه و دریای خزر معین می‌کند. و تنگه برینگ مرز بین آسیا و قاره آمریکای شمالی را مشخص می‌کند.
منابع مختلف برآوردهای متفاوتی از مساحت این قاره ذکر کرده‌اند: اطلس جهان نیویورک تایمز ۴۳٬۶۰۸٬۰۰۰ کیلومترمربع، جهان فرهنگ جغرافیایی ۴۴٬۰۰۰٬۰۰۰ کیلومترمربع و دانشنامه مختصر کلمبیا هم ۴۴٬۳۹۰٬۰۰۰ کیلومترمربع را گزارش کرده‌اند.
در بررسی که شرکت میپل‌کرافت (Maplecroft) دربارهٔ آسیب‌پذیری ۱۶ کشور آسیایی انجام داده، این کشورها بسیار در برابر تغییرات آب و هوایی آسیب‌پذیر تشخیص داده شدند. آسیب‌پذیری هر قاره با ۴۲ شاخص اقتصادی، اجتماعی و زیست‌محیطی در مورد تغییرات احتمالی آب و هوا در سی سال آینده بررسی شد که کشورهای بنگلادش، هند، ویتنام، تایلند، پاکستان و سری‌لانکا در میان این شانزده کشور بیشتر از مابقی در معرض خطر این تغییرات هستند. برخی از این تغییرات در گذشته رخ داده‌اند. برای مثال در ناحیه گرمسیری هند، که اقلیم نیمه‌خشک دارد، تغییر دمای ۰٫۴ درجه‌ای از ۱۹۰۱ تا ۲۰۰۳ رخ داده‌است.

## مرزها
قلمرو سرزمینی آسیا را نمی‌توان مجموع قلمروهای هر یک از مناطق آن دانست، زیرا هرکدام تعاریف مختلفی دارند. به عنوان مثال، مرزهای آسیای میانه و خاورمیانه به این بستگی دارد که چه کسی آنها را تعیین می‌کند و به چه منظور است. این تعاریف متفاوت به‌طور کلی در نقشه آسیا منعکس نمی‌شود. به عنوان مثال، مصر به‌طور معمول در خاورمیانه گنجانده شده‌است، اما نه در آسیا، حتی اگر خاورمیانه تقسیم آسیا باشد.
تنگه سوئز و دریای سرخ مرز بین آسیا و آفریقا هستند. مرز با اروپا با سواحل مدیترانه شرقی آغاز می‌شود، گرچه ترکیه که در منطقه خاور نزدیک آسیا قرار دارد تا حدودی به جزایر اژه امتداد می‌یابد و شامل بخشی از استانبول در سمت اروپایی بسفر نیز هست. در شمال مرز بین قاره‌های آسیا و اروپا از داردانل، دریای مرمره، تنگه بسفر، دریای سیاه، رشته‌کوه قفقاز، دریای خزر و رود اورال (تا سرچشمه آن) می‌گذرد؛ و یک مرز طولانی که عموماً از قسمت شرقی رشته‌کوه اورال تا دریای کارا در روسیه دنبال می‌شود.
اقیانوس منجمد شمالی مرز شمالی آسیا است و تنگه برینگ آسیا را از آمریکای شمالی جدا می‌کند. در جنوب شرق آسیا، شبه‌جزیره مالایا قرار دارد که مرز آخر قسمت خشکی آسیا است و اندونزی (هند شرقی سابق)، کشوری گسترده در بین هزاران جزیره بزرگ و کوچک، مسکونی و غیر مسکونی. استرالیا که در آن نزدیکی است جزء قاره‌ای متفاوت است. جزایر اقیانوس آرام در شمال شرقی استرالیا که از ژاپن و کره دورند، جزء اقیانوسیه هستند و نه آسیا. از اندونزی مرز آسیا در امتداد اقیانوس هند تا دریای سرخ ادامه می‌یابد. بیشتر جزایر اقیانوس هند، آسیایی هستند.

## مناطق
از سده هجدهم، آسیا به چندین منطقه فرعی تقسیم شده‌است. در مورد استفاده از این اصطلاحات هنوز هیچ اجماع جهانی وجود ندارد. مناطق آسیا شامل موارد زیر است:
مناطق آسیا عبارت‌اند از:
آسیای مرکزی
دربرگیرندهٔ قزاقستان، ازبکستان، تاجیکستان، ترکمنستان، قرقیزستان.
شرق آسیا
دربرگیرندهٔ چین، هنگ کنگ، ماکائو، کره شمالی، کره جنوبی، ژاپن، تایوان، مغولستان.
جنوب آسیا
دربرگیرندهٔ ، پاکستان، هند، مالدیو، سری‌لانکا، نپال، بوتان، بنگلادش. یا به عبارتی دربرگیرندهٔ شبه‌قاره هند،
جنوب شرق آسیا
دربرگیرندهٔ برونئی، کامبوج، اندونزی، لائوس، مالزی، میانمار، فیلیپین، سنگاپور، تایلند، تیمور شرقی، ویتنام.
آسیای غربی
دربرگیرندهٔ ارمنستان، جمهوری آذربایجان، بحرین، گرجستان، عراق، اسرائیل، اردن، ایران، کویت، لبنان، نوار غزه، عمان، قطر، عربستان سعودی، سوریه، ترکیه، امارات متحده عربی، یمن، قبرس، فلسطین نکته : غرب آسیا هرگز با خاورمیانه اشتباه گرفته نشود.
شمال آسیا
دردربرگیرندهٔ قسمت شرقی روسیه.
شمال شرق آسیا
در برگیرندهٔ فلات مغولستان، دشت شمال شرقی چین، شبه‌جزیرهٔ کره، مجمع‌الجزایر ژاپن و مناطق کوهستانی خاور دور روسیه
محدوده ی آسیا
دربرگیرندهٔ افغانستان در‌‌ محدوده ی آسیای مرکزی و جنوب آسیا و غرب آسیا و حد فاصل با آسیای شرقی درقلب قاره آسیا قرار دارد.

## کشورها
| کد  | نام منطقه و قلمرو، همراه با پرچم | مساحت (km²)   | جمعیت         | تراکم جمعیت (/km²) | تاریخ         | پایتخت                 |
| ۱۴۳ | آسیای مرکزی                      | آسیای مرکزی   | آسیای مرکزی   | آسیای مرکزی        | آسیای مرکزی   | آسیای مرکزی            |
| --- | -------------------------------- | ------------- | ------------- | ------------------ | ------------- | ---------------------- |
| ۳۹۸ | قزاقستان[b]                      | ۲٬۷۲۴٬۹۲۷     | ۱۶٬۵۳۶٬۰۰۰    | ۶٫۱                | ژانویه ۲۰۱۱   | نورسلطان               |
| ۴۱۷ | قرقیزستان                        | ۱۹۹٬۹۵۱       | ۵٬۵۸۷٬۴۴۳     | ۲۷٫۹               | ژوئیه ۲۰۱۱    | بیشکک                  |
| ۷۶۲ | تاجیکستان                        | ۱۴۳٬۱۰۰       | ۷٬۶۲۷٬۲۰۰     | ۵۳٫۳               | ژوئیه ۲۰۱۱    | دوشنبه                 |
| ۷۹۵ | ترکمنستان                        | ۴۸۸٬۱۰۰       | ۴٬۹۹۷٬۵۰۳     | ۱۰٫۲               | ژوئیه ۲۰۱۱    | عشق‌آباد                |
| ۸۶۰ | ازبکستان                         | ۴۴۷٬۴۰۰       | ۲۸٬۱۲۸٬۶۰۰    | ۶۲٫۹               | ژوئیه ۲۰۱۱    | تاشکند                 |
| ۰۰۴ | افغانستان[i]                     | ۶۴۷٬۵۰۰       | ۳۲٬۷۳۸٬۷۷۵    | ۴۲٫۹               |               | کابل                   |
| ۰۳۰ | شرق آسیا                         | شرق آسیا      | شرق آسیا      | شرق آسیا           | شرق آسیا      | شرق آسیا               |
| ۱۵۶ | چین[f][g]                        | ۹٬۶۴۰٬۸۲۱     | ۱٬۳۲۲٬۰۴۴٬۶۰۵ | ۱۳۴٫۰              |               | پکن                    |
| ۳۴۴ | هنگ کنگ[f]                       | ۱٬۱۰۴         | ۷٬۱۲۲٬۵۰۸     | ۶٬۴۵۱٫۵            | ژوئیه ۲۰۱۱    | —                      |
| ۳۹۲ | ژاپن                             | ۳۷۷٬۹۴۷       | ۱۲۷٬۹۲۰٬۰۰۰   | ۳۳۸٫۵              | ژوئیه ۲۰۱۱    | توکیو                  |
| ۴۰۸ | کره شمالی                        | ۱۲۰٬۵۴۰       | ۲۳٬۴۷۹٬۰۹۵    | ۱۸۴٫۴              |               | پیونگ‌یانگ              |
| ۴۱۰ | کره جنوبی                        | ۹۸٬۴۸۰        | ۴۹٬۲۳۲٬۸۴۴    | ۴۹۰٫۷              |               | سئول                   |
| ۴۴۶ | ماکائو[f]                        | ۲۵            | ۴۶۰٬۸۲۳       | ۱۸٬۴۷۳٫۳           |               | —                      |
| ۴۹۶ | مغولستان                         | ۱٬۵۶۵٬۰۰۰     | ۲٬۹۹۶٬۰۸۲     | ۱٫۷                |               | اولان‌باتور             |
| ۱۵۸ | تایوان[f]                        | ۳۵٬۹۸۰        | ۲۲٬۹۲۰٬۹۴۶    | ۶۲۶٫۷              |               | تایپه                  |
| N/A | شمال آسیا                        | شمال آسیا     | شمال آسیا     | شمال آسیا          | شمال آسیا     | شمال آسیا              |
| ۶۴۳ | روسیه                            | ۱۳٬۱۱۹٬۶۰۰    | ۳۷٬۶۳۰٬۰۸۱    | ۲٫۹                |               | مسکو                   |
| ۰۳۵ | جنوب شرق آسیا                    | جنوب شرق آسیا | جنوب شرق آسیا | جنوب شرق آسیا      | جنوب شرق آسیا | جنوب شرق آسیا          |
| ۰۹۶ | برونئی                           | ۵٬۷۷۰         | ۳۸۱٬۳۷۱       | ۶۶٫۱               |               | بندر سری بگاوان        |
| ۱۰۴ | میانمار                          | ۶۷۶٬۵۷۸       | ۴۷٬۷۵۸٬۲۲۴    | ۷۰٫۳               |               | نایپیداو               |
| ۱۱۶ | کامبوج                           | ۱۸۱٬۰۳۵       | ۱۳٬۳۸۸٬۹۱۰    | ۷۴                 |               | پنوم‌پن                 |
| ۳۶۰ | اندونزی[c]                       | ۱٬۹۱۹٬۴۴۰     | ۲۳۰٬۵۱۲٬۰۰۰   | ۱۲۰٫۱              |               | جاکارتا                |
| ۴۱۸ | لائوس                            | ۲۳۶٬۸۰۰       | ۶٬۶۷۷٬۵۳۴     | ۲۸٫۲               |               | وینتیان                |
| ۴۵۸ | مالزی                            | ۳۲۹٬۸۴۷       | ۲۷٬۷۸۰٬۰۰۰    | ۸۴٫۲               |               | کوالا لامپور           |
| ۶۰۸ | فیلیپین                          | ۳۴۳٬۴۴۸       | ۹۲٬۶۸۱٬۴۵۳    | ۳۰۸٫۹              |               | مانیل                  |
| ۷۰۲ | سنگاپور                          | ۷۰۴           | ۴٬۶۰۸٬۱۶۷     | ۶٬۵۴۵٫۷            |               | سنگاپور                |
| ۷۶۴ | تایلند                           | ۵۱۴٬۰۰۰       | ۶۵٬۴۹۳٬۲۹۸    | ۱۲۷٫۴              |               | بانکوک                 |
| ۶۲۶ | تیمور شرقی[c]                    | ۱۵٬۰۰۷        | ۱٬۱۰۸٬۷۷۷     | ۷۳٫۸               |               | دیلی                   |
| ۷۰۴ | ویتنام                           | ۳۳۱٬۶۹۰       | ۸۶٬۱۱۶٬۵۵۹    | ۲۵۹٫۶              |               | هانوی                  |
| ۰۳۴ | جنوب آسیا                        | جنوب آسیا     | جنوب آسیا     | جنوب آسیا          | جنوب آسیا     | جنوب آسیا              |
| ۰۵۰ | بنگلادش                          | ۱۴۷٬۵۷۰       | ۱۵۳٬۵۴۶٬۹۰۱   | ۱۰۴۰٫۵             |               | داکا                   |
| ۰۶۴ | بوتان (کشور)                     | ۳۸٬۳۹۴        | ۶۸۲٬۳۲۱       | ۱۷٫۸               |               | تیمفو                  |
| ۳۵۶ | هند[g]                           | ۳٬۲۸۷٬۲۶۳     | ۱٬۱۴۷٬۹۹۵٬۲۲۶ | ۳۴۹٫۲              |               | دهلی نو                |
| ۴۶۲ | مالدیو                           | ۳۰۰           | ۳۷۹٬۱۷۴       | ۱٬۲۶۳٫۳            |               | ماله (مالدیو)          |
| ۵۲۴ | نپال                             | ۱۴۷٬۱۸۱       | ۲۹٬۵۱۹٬۱۱۴    | ۲۰۰٫۵              |               | کاتماندو               |
| ۵۸۶ | پاکستان[g]                       | ۸۸۱٬۹۱۳       | ۲۰۷٬۷۷۴٬۵۲۰   | ۲۴۴٫۴              |               | اسلام‌آباد              |
| ۱۴۴ | سری‌لانکا                         | ۶۵٬۶۱۰        | ۲۱٬۱۲۸٬۷۷۳    | ۳۲۲٫۰              |               | سری جایاواردنپورا کوته |
| ۱۴۵ | آسیای غربی                       | آسیای غربی    | آسیای غربی    | آسیای غربی         | آسیای غربی    | آسیای غربی             |
| ۳۶۴ | ایران                            | ۱٬۶۴۸٬۱۹۵     | ۷۰٬۴۷۲٬۸۴۸    | ۴۲٫۸               |               | تهران                  |
| ۰۵۱ | ارمنستان[e]                      | ۲۹٬۸۰۰        | ۳٬۲۹۹٬۰۰۰     | ۲۸۰٫۷              |               | ایروان                 |
| ۰۳۱ | جمهوری آذربایجان[a][b]           | ۸۶٬۶۶۰        | ۸٬۸۴۵٬۱۲۷     | ۱۰۲٫۷۳۶            |               | باکو                   |
| ۰۴۸ | بحرین                            | ۶۶۵           | ۷۱۸٬۳۰۶       | ۹۸۷٫۱              |               | منامه                  |
| ۱۹۶ | قبرس[e]                          | ۹٬۲۵۰         | ۷۹۲٬۶۰۴       | ۸۳٫۹               |               | نیکوزیا                |
| ۲۶۸ | گرجستان[a]                       | ۶۹٬۷۰۰        | ۴٬۶۳۶٬۴۰۰     | ۶۵٫۱               |               | تفلیس                  |
| ۳۶۸ | عراق                             | ۴۳۷٬۰۷۲       | ۲۸٬۲۲۱٬۱۸۱    | ۵۴٫۹               |               | بغداد                  |
| ۳۷۶ | اسرائیل                          | ۲۰٬۷۷۰        | ۷٬۱۱۲٬۳۵۹     | ۲۹۰٫۳              |               | اورشلیم[h]             |
| ۴۰۰ | اردن                             | ۹۲٬۳۰۰        | ۶٬۱۹۸٬۶۷۷     | ۵۷٫۵               |               | امان                   |
| ۴۱۴ | کویت                             | ۱۷٬۸۲۰        | ۲٬۵۹۶٬۵۶۱     | ۱۱۸٫۵              |               | کویت (شهر)             |
| ۴۲۲ | لبنان                            | ۱۰٬۴۵۲        | ۳٬۹۷۱٬۹۴۱     | ۳۵۳٫۶              |               | بیروت                  |
| ۵۱۲ | عمان                             | ۲۱۲٬۴۶۰       | ۳٬۳۱۱٬۶۴۰     | ۱۲٫۸               |               | مسقط                   |
| ۲۷۵ | دولت فلسطین                      | ۶٬۲۵۷         | ۴٬۲۷۷٬۰۰۰     | ۶۸۳٫۵              |               | رام‌الله                |
| ۶۳۴ | قطر                              | ۱۱٬۴۳۷        | ۹۲۸٬۶۳۵       | ۶۹٫۴               |               | دوحه                   |
| ۶۸۲ | عربستان سعودی                    | ۱٬۹۶۰٬۵۸۲     | ۲۳٬۵۱۳٬۳۳۰    | ۱۲٫۰               |               | ریاض                   |
| ۷۶۰ | سوریه                            | ۱۸۵٬۱۸۰       | ۱۹٬۷۴۷٬۵۸۶    | ۹۲٫۶               |               | دمشق                   |
| ۷۹۲ | ترکیه[a][b]                      |               |               |                    |               | آنکارا                 |
| ۷۸۴ | امارات متحده عربی                | ۸۲٬۸۸۰        | ۴٬۶۲۱٬۳۹۹     | ۲۹٫۵               |               | ابوظبی                 |
| ۸۸۷ | یمن                              | ۵۲۷٬۹۷۰       | ۲۳٬۰۱۳٬۳۷۶    | ۳۵٫۴               |               | صنعا                   |
| ۱۴۲ | Asia                             | ۴۳٬۸۱۰٬۵۸۲    | ۴٬۱۶۲٬۹۶۶٬۰۸۶ | ۸۹٫۰۷              |               | —                      |